# Darling (Kevin)
Darling is een lied van de Nederlandse rapper Kevin in samenwerking met de Nederlandse rapper KM. Het werd in 2023 als single uitgebracht en stond in hetzelfde jaar als negende track op het album Wonderland van Kevin.

## Achtergrond
Darling is geschreven door Kaene Marica, Kevin de Gier, Rushan West, Joey Moehamadsaleh, Rafael Maijnard, Rafael RD, Jheynner Argote Frias en Jeremy Josafath en geproduceerd door Jordan Wayne en Rushan West. Het is een nummer dat past in het genre nederhop. In het lied wordt er gerapt over de verschillende gevoelens die men kan hebben in een relatie. Het is de eerste (bescheiden) hit van de twee artiesten samen. 

## Hitnoteringen
De artiesten hadden succes met het lied in de hitlijsten van Nederland. Het piekte op de 35e plaats van de Nederlandse Single Top 100 in de zes weken dat het in deze hitlijst stond. Er was geen notering in de Nederlandse Top 40; het kwam hier tot de zesde positie van de Tipparade. 